# Associazione Calcio Chievo 1986-1987
Questa pagina raccoglie le informazioni riguardanti l'Associazione Calcio Chievo nelle competizioni ufficiali della stagione 1986-1987.

## Stagione
Nella stagione 1986-1987 il Chievo disputò il suo primo campionato di Serie C2.

## Rosa
| N. |                   | Ruolo | Calciatore          |
| -- | ----------------- | ----- | ------------------- |
|    | Italia (bandiera) | P     | Enzo Zanin          |
|    | Italia (bandiera) | P     | Valentino De Grandi |
|    | Italia (bandiera) | D     | Lorenzo Balestro    |
|    | Italia (bandiera) | D     | Rolando Maran       |
|    | Italia (bandiera) | D     | Beniamino Montagni  |
|    | Italia (bandiera) | D     | Werner Seeber       |
|    | Italia (bandiera) | C     | Gigi Perlina        |
|    | Italia (bandiera) | C     | Italo Bertolutti    |
|    | Italia (bandiera) | C     | Paolo Biancardi     |
|    | Italia (bandiera) | C     | Michele D'Amico     |
|    | Italia (bandiera) | C     | Paolo Galli         |

| N. |                   | Ruolo | Calciatore           |
| -- | ----------------- | ----- | -------------------- |
|    | Italia (bandiera) | C     | Giampaolo Menabue    |
|    | Italia (bandiera) | C     | Alessandro Roncolato |
|    | Italia (bandiera) | C     | Giovanni Vicentini   |
|    | Italia (bandiera) | A     | Michele Cossato      |
|    | Italia (bandiera) | A     | Flavio Fiorio        |
|    | Italia (bandiera) | A     | Roberto Notari       |
|    | Italia (bandiera) | A     | Luciano Venturini    |
|    | Italia (bandiera) | A     | Giovanni Sartori     |
|    | Italia (bandiera) | A     | Pietro Speri         |
|    | Italia (bandiera) | -     | Pagani               |

## Risultati

### Serie C2

#### Girone di andata
| 21 settembre 1986 1ª giornata | Treviso | 1 – 1 | Chievo |  |

| 28 settembre 1986 2ª giornata | Chievo | 0 – 1 | Ospitaletto |  |

| 5 ottobre 1986 3ª giornata | Varese | 0 – 0 | Chievo |  |

| 12 ottobre 1986 4ª giornata | Chievo | 2 – 0 | Pavia |  |

| 19 ottobre 1986 5ª giornata | Giorgione | 0 – 0 | Chievo |  |

| 26 ottobre 1986 6ª giornata | Chievo | 2 – 1 | Pergocrema |  |

| 2 novembre 1986 7ª giornata | Mestre | 1 – 1 | Chievo |  |

| 9 novembre 1986 8ª giornata | Chievo | 1 – 0 | Orceana |  |

| 16 novembre 1986 9ª giornata | Chievo | 3 – 1 | Pordenone |  |

| 23 novembre 1986 10ª giornata | Sassuolo | 0 – 0 | Chievo |  |

| 30 novembre 1986 11ª giornata | Chievo | 0 – 0 | Oltrepò |  |

| 7 dicembre 1986 12ª giornata | Vogherese | 4 – 0 | Chievo |  |

| 14 dicembre 1986 13ª giornata | Montebelluna | 0 – 1 | Chievo |  |

| 21 dicembre 1986 14ª giornata | Chievo | 0 – 0 | Suzzara |  |

| 4 gennaio 1987 15ª giornata | Pievigina | 2 – 0 | Chievo |  |

| 11 gennaio 1987 16ª giornata | Chievo | 0 – 0 | Venezia |  |

| 18 gennaio 1986 17ª giornata | Pro Patria | 0 – 1 | Chievo |  |

#### Girone di ritorno
| 25 gennaio 1987 18ª giornata | Chievo | 0 – 0 | Treviso |  |

| 1º febbraio 1987 19ª giornata | Ospitaletto | 2 – 0 | Chievo |  |

| 8 febbraio 1987 20ª giornata | Chievo | 2 – 0 | Varese |  |

| 15 febbraio 1987 21ª giornata | Pavia | 2 – 0 | Chievo |  |

| 22 febbraio 1987 22ª giornata | Chievo | 3 – 1 | Giorgione |  |

| 1º marzo 1987 23ª giornata | Pergocrema | 2 – 0 | Chievo |  |

| 8 marzo 1987 24ª giornata | Chievo | 2 – 1 | Mestre |  |

| 15 marzo 1987 25ª giornata | Orceana | 0 – 0 | Chievo |  |

| 29 marzo 1987 26ª giornata | Pordenone | 0 – 0 | Chievo |  |

| 5 aprile 1987 27ª giornata | Chievo | 1 – 0 | Sassuolo |  |

| 18 aprile 1987 28ª giornata | Oltrepò | 1 – 2 | Chievo |  |

| 26 aprile 1987 29ª giornata | Chievo | 1 – 1 | Vogherese |  |

| 3 maggio 1987 30ª giornata | Chievo | 0 – 1 | Montebelluna |  |

| 17 maggio 1987 31ª giornata | Suzzara | 1 – 1 | Chievo |  |

| 24 maggio 1987 32ª giornata | Chievo | 0 – 0 | Pievigina |  |

| 31 maggio 1987 33ª giornata | Venezia | 0 – 0 | Chievo |  |

| 7 giugno 1987 34ª giornata | Chievo | 0 – 0 | Pro Patria |  |

## Statistiche

### Statistiche dei giocatori
| Giocatore     | Serie C2 | Serie C2 | Serie C2    | Serie C2   | Coppa Italia Serie C | Coppa Italia Serie C | Coppa Italia Serie C | Coppa Italia Serie C | Totale   | Totale | Totale      | Totale     |
| Giocatore     | Presenze | Reti     | Ammonizioni | Espulsioni | Presenze             | Reti                 | Ammonizioni          | Espulsioni           | Presenze | Reti   | Ammonizioni | Espulsioni |
| ------------- | -------- | -------- | ----------- | ---------- | -------------------- | -------------------- | -------------------- | -------------------- | -------- | ------ | ----------- | ---------- |
| L. Balestro   | 26       | 0        | ?           | ?          | ?                    | ?                    | ?                    | ?                    | 26+      | 0+     | ?           | ?          |
| I. Bertolutti | 32       | 2        | ?           | ?          | ?                    | ?                    | ?                    | ?                    | 32+      | 2+     | ?           | ?          |
| P. Biancardi  | 28       | 1        | ?           | ?          | ?                    | ?                    | ?                    | ?                    | 28+      | 1+     | ?           | ?          |
| M. Cossato    | 4        | 0        | ?           | ?          | ?                    | ?                    | ?                    | ?                    | 4+       | 0+     | ?           | ?          |
| M. D'Amico    | 27       | 0        | ?           | ?          | ?                    | ?                    | ?                    | ?                    | 27+      | 0+     | ?           | ?          |
| V. De Grandi  | 8        | -7       | ?           | ?          | ?                    | ?                    | ?                    | ?                    | 8+       | -7+    | ?           | ?          |
| F. Fiorio     | 32       | 7        | ?           | ?          | ?                    | ?                    | ?                    | ?                    | 32+      | 7+     | ?           | ?          |
| P. Galli      | 32       | 3        | ?           | ?          | ?                    | ?                    | ?                    | ?                    | 32+      | 3+     | ?           | ?          |
| R. Maran      | 33       | 0        | ?           | ?          | ?                    | ?                    | ?                    | ?                    | 33+      | 0+     | ?           | ?          |
| G. Menabue    | 25       | 0        | ?           | ?          | ?                    | ?                    | ?                    | ?                    | 25+      | 0+     | ?           | ?          |
| B. Montagni   | 31       | 1        | ?           | ?          | ?                    | ?                    | ?                    | ?                    | 31+      | 1+     | ?           | ?          |
| R. Notari     | 5        | 2        | ?           | ?          | ?                    | ?                    | ?                    | ?                    | 5+       | 2+     | ?           | ?          |
| Pagani        | 2        | 0        | ?           | ?          | ?                    | ?                    | ?                    | ?                    | 2+       | 0+     | ?           | ?          |
| G. Perlina    | 14       | 1        | ?           | ?          | ?                    | ?                    | ?                    | ?                    | 14+      | 1+     | ?           | ?          |
| A. Roncolato  | 13       | 0        | ?           | ?          | ?                    | ?                    | ?                    | ?                    | 13+      | 0+     | ?           | ?          |
| G. Sartori    | 28       | 5        | ?           | ?          | ?                    | ?                    | ?                    | ?                    | 28+      | 5+     | ?           | ?          |
| W. Seeber     | 23       | 1        | ?           | ?          | ?                    | ?                    | ?                    | ?                    | 23+      | 1+     | ?           | ?          |
| P. Speri      | 5        | 0        | ?           | ?          | ?                    | ?                    | ?                    | ?                    | 5+       | 0+     | ?           | ?          |
| L. Venturini  | 21       | 1        | ?           | ?          | ?                    | ?                    | ?                    | ?                    | 21+      | 1+     | ?           | ?          |
| G. Vicentini  | 11       | 1        | ?           | ?          | ?                    | ?                    | ?                    | ?                    | 11+      | 1+     | ?           | ?          |
| E. Zanin      | 26       | -16      | ?           | ?          | ?                    | ?                    | ?                    | ?                    | 26+      | -16+   | ?           | ?          |